# جتالآغاج (أديامان)
جتالآغاج (بالكردية: Şexbor‏) (بالتركية: Çatalağaç)‏ هي قرية كرديّة تتبع إداريّاً لمديرية أديامان في محافظة أديامان التركية الواقعة في جنوب شرق الأناضول. وبلغ عدد سكانها 251 نسمة في عام 2021.